# Петрушки (Красноярский край)
Петрушки — деревня в Канском районе Красноярского края. Входит в состав Терского сельсовета.

## История
Основана в 1901 г. В 1926 года в селе Петрушково имелось 157 хозяйств, основное население — русские. Центр Петрушковского сельсовета Канского района Канского округа Сибирского края.

## Население
| 1926 | 2010 |
| ---- | ---- |
| 797  | ↘115 |